# Centre d'entraînement Robert-Louis-Dreyfus
Ne pas confondre avec l'Académie Robert Louis-Dreyfus, centre de formation et d'entraînement du Standard de Liège.
Pour les articles homonymes, voir La Commanderie.
Le centre d'entraînement Robert-Louis-Dreyfus, anciennement appelée La Commanderie, est le centre de formation et d'entraînement de l'Olympique de Marseille.
Il est situé 33, traverse de la Martine dans le 12e arrondissement de la ville.

## Historique
Le centre a été inauguré en juillet 1991. Ce projet était issu d'un vœu de Michel Hidalgo, ancien directeur sportif du club de 1986 à 1990. 
Les premières années, les infrastructures sont quelque peu sommaires : peu de bâtiments en dur et essentiellement des préfabriqués. 
En 1998, le centre est modernisé une première fois avec la construction de plusieurs bâtiments incluant une nouvelle salle de musculation, une cafétéria et un bâtiment pour le centre de formation, entre autres.
Après une seconde modernisation en 2002, l'Olympique de Marseille réunit dans un bâtiment neuf, l'ensemble de ses services administratifs et de ses médias  (régie d'OM TV, OM.net, OMmag...) en janvier 2005. 
Un nouveau bâtiment sportif de 2 000 m2 sur trois niveaux, destiné aux professionnels, est inauguré en mars 2009, afin notamment de disposer d'un lieu pour la « mise au vert » de l'équipe.
Le 26 août 2009, la Commanderie est rebaptisée centre d'entraînement Robert-Louis-Dreyfus en hommage à l'ancien propriétaire du club Robert Louis-Dreyfus, décédé quelques semaines plus tôt.
En janvier 2011, les jeunes de l'Olympique de Marseille y emménagent, avec la livraison d'un centre d'hébergement de 1 900 m2.

## Infrastructures
Dans un domaine de 9,5 hectares, l'Olympique de Marseille dispose de : 
- 40 000 m2 de terrains ;
- un terrain pelousé de 8 800 m2 ;
- une plaine de jeux pelousée de 12 600 m2 ;
- un terrain synthétique de 8 800 m2 ;
- un terrain synthétique d'entraînement spécifique de 7 800 m2 doté d'une piste d'athlétisme ;
- une fosse d'entraînement de 1 200 m2.

De plus le centre comprend :
- un vestiaire de 33 places pour l'équipe première ainsi que quatre vestiaires réservés aux jeunes du Centre de formation (CFA, 18 ans nationaux, 16 ans nationaux et 14 ans fédéraux) ;
- un espace soins, massages, sauna-hammam, et une piscine de thalassothérapie ;
- une salle de musculation ;
- une salle vidéo ;
- les bureaux de la direction sportive ;
- le nouveau bâtiment administratif de 1 870 m2 sur deux étages regroupant tous les services du club ;
- un bâtiment pour le centre de formation de 170 m2 incluant le centre de presse avec un amphithéâtre de soixante places.

En septembre 2008 commence une nouvelle phase de modernisation de la Commanderie avec la construction d’un nouveau bâtiment pour le secteur sportif. Le projet a abouti sur un bâtiment de près de 2 000 m2 comportant trois niveaux : 
- le sous-sol est exclusivement réservé aux sportifs où se trouvent vestiaires, salle de musculation, salle de soins et centre médical, hammam, sauna et bureau des entraîneurs et préparateurs physiques ;
- le rez-de-chaussée comprend 24 chambres à coucher dont 20 doubles afin de permettre de faire des mises au vert directement à la Commanderie ;
- le premier étage accueille une salle de réception, un restaurant et ses cuisines mais aussi les bureaux administratifs du secteur sportif.

L'ensemble est livré fin mars 2009.
En janvier 2011, un nouveau bâtiment destiné à la formation des jeunes olympiens est inauguré, il a coûté 4 M€. D'une superficie de 1 900 m2, il comprend 36 chambres (24 simples et 12 doubles), 5 bureaux administratifs, 11 salles de cours, et une salle de télé de 29 places.
Il remplace « La Bastide des Platanes », chemin Joseph-Aiguier, l'ancien bâtiment devenu vétuste situé à 13 km du centre d'entraînement, dans le 9e arrondissement. Celui-ci avait déjà succédé à « la Villa », boulevard Michelet.